# زعرور أحادي المدقة
الزعرور أحادي المدقة أو الزعرور الأحمر أو زعرور الأودية (الاسم العلمي: Crataegus monogyna) نوع نباتي يتبع جنس الزعرور من الفصيلة الوردية.

## الموئل والانتشار
ينتشر في مناطق الوطن العربي المتوسطية وقبرص وتركيا والقوقاز وكل مناطق أوروبا من اليونان والبلقان إلى إسبانيا والبرتغال وشمالاً من إيرلندا وبريطانيا إلى فنلندا وروسيا.

## مرادفات للاسم العلمي
- (باللاتينية: Mespilus monogyna (Jacq.) All.)
- (باللاتينية: Oxyacantha monogyna (Jacq.) M. Roem.)
- (باللاتينية: Crataegus oxyacantha subsp. monogyna (Jacq.) Syme)
- (باللاتينية: Mespilus oxyacantha subsp. monogyna (Jacq.) Čelak.)
- (باللاتينية: Crataegus aegeica Pojark.)
- (باللاتينية: Crataegus aguilaris Sennen)
- (باللاتينية: Crataegus alemanniensis Cinovskis)
- (باللاتينية: Crataegus alutacea Klokov)
- (باللاتينية: Crataegus apiifolia Medik., nom. illeg.)
- (باللاتينية: Crataegus azarella Griseb.)
- (باللاتينية: Crataegus borealoides R. Döll)
- (باللاتينية: Crataegus bracteolaris Gand.)

وأسماء أخرى كثيرة.